# Курчумское сельское поселение
Курчумское сельское поселение — муниципальное образование в составе Сунского района Кировской области России.
Центр — село Курчум.

## История
Курчумское сельское поселение образовано 1 января 2006 года согласно Закону Кировской области от 07.12.2004 № 284-ЗО.

## Население
| 2010 | 2012 | 2013 | 2014 | 2015 | 2016 | 2017 |
| ---- | ---- | ---- | ---- | ---- | ---- | ---- |
| 461  | ↘459 | ↘448 | ↘423 | ↘403 | ↘399 | ↘397 |
| 2018 | 2019 | 2020 | 2021 |      |      |      |
| ↘389 | ↘379 | ↘369 | ↗449 |      |      |      |

## Состав
| № | Населённый пункт | Тип населённого пункта       | Население |
| - | ---------------- | ---------------------------- | --------- |
| 1 | Курчум           | село, административный центр | 327       |
| 2 | Бородули         | деревня                      | 5         |
| 3 | Булдаки          | деревня                      | 0         |
| 4 | Горбуново        | деревня                      | 40        |
| 5 | Здерихино        | деревня                      | 69        |
| 6 | Плешково         | деревня                      | 19        |
| 7 | Середыш          | деревня                      | 0         |
| 8 | Шатки            | деревня                      | 1         |